# 詹姆斯·艾爾斯沃茲
詹姆斯·莫里斯（英語：James Morris，1984年12月11日—）是出生於美國巴爾的摩的男性摔角手，他所較廣為人知的擂台名稱為「詹姆斯·艾爾斯沃茲」（James Ellsworth）。

## 經歷

### 獨立圈
於2002年期間，詹姆斯開始在一些地方上的獨立圈摔角聯盟露面。最初詹姆斯採用「夢想吉米」（Jimmy Dream）為個人擂台名稱、以及「小可愛」（Pretty）為個人外號，並和另一名叫做「醜惡亞當」（Adam Ugly）的摔角手組成名為「醜惡小可愛」（Ugly Pretty）的雙打組合。當時詹姆斯與亞當兩人主要在美國東北部一帶活動，並曾在美國戰鬥摔角（American Combat Wrestling；ACW）、第一州冠軍摔角（First State Championship Wrestling；1CW）等小型摔角聯盟拿下雙打冠軍。

### WWE
2016年夏季WWE摔角聯盟的製作群開始將旗下選手分配各屬《RAW》、或《SmackDown》節目上，當時在摔角團隊外耶特家族裡的布勞恩·史卓曼則被安排拆夥單飛到節目《RAW》裡，而詹姆斯則被WWE邀請臨時擔任7月25日一場與布勞恩·史卓曼一對一單打比賽的對手。雖然當時詹姆斯在節目上擔任的是要襯托出布勞恩·史卓曼強度、會立刻被對方打敗的陪襯角色，但當時詹姆斯看起來太憨呆弱小的演出；意外獲得了觀眾的注意及回應，其中當時詹姆斯在節目上講的一句台詞「任何有雙手的人都應有戰鬥權利」（Every man with two hands has a fighting chance）；也迅速被廣泛流傳成為網路迷因。
原先是串場角色的詹姆斯在得到大眾關注之後，WWE開始計劃安排讓詹姆斯持續於節目裡登場。於9月13日《SmackDown》節目裡，在當時WWE世界冠軍持有者A·J·史泰爾斯正要與由迪恩·安布羅斯、及約翰·希南所組成的雙打團隊對抗時；詹姆斯則突然冒出表示要成為A·J·史泰爾斯當天的雙打夥伴（雖然該橋段最後是讓米茲從後方偷襲詹姆斯，讓他無法上場比賽）。
之後10月11日的《SmackDown》當天的壓軸賽事；內容為詹姆斯要與A·J·史泰爾斯一對一單打，而詹姆斯則在當時擔任客串裁判的迪恩·安布羅斯協助之下，成功壓制A·J·史泰爾斯獲勝。接著隔週10月18日繼續安排詹姆斯與A·J·史泰爾斯的對抗，第二場賽事劇情結果則是A·J·史泰爾斯受不了場外迪恩·安布羅斯的擾亂；惱怒之下對詹姆斯作出犯規攻擊而兩次都輸掉比賽。隨後WWE持續創作詹姆斯與A·J·史泰爾斯、迪恩·安布羅斯三人之間恩怨的發展劇情，並讓詹姆斯在當年11月的PPV第30屆《強者生存》上；擔任代表《SmackDown》出賽一方團隊的吉祥物人選。
11月22日smackdown live節目上，他在鐵梯賽中擊敗A·J·史泰爾斯，順利拿到和smackdown live的合約。

## 擂台資料

### 終結技
- No Chin Music

為朝向對手下顎攻擊的橋式踢擊（SuperKick），名稱引用改自尚恩·麥可的同形態終結技「Sweet Chin Music」。

### 入場曲
- Glenny

由Wolftooth所創作；自進入WWE後使用的個人入場音樂。

### 頭銜成就
- 302職業摔角聯盟雙打冠軍1次（與醜惡亞當搭檔）[2]
- 1CW雙打冠軍1次（與醜惡亞當搭檔）
- ACW雙打冠軍1次（與醜惡亞當搭檔）
- Covey Promotions巡洋艦級冠軍1次[2]

## 私人生活
私底下詹姆斯擁有兩名分別名叫莉亞（Leah）與萊西（Lacey）的女兒。喜好方面詹姆斯是後裔樂團的歌迷，他將代表該樂團的燃燒骷髏頭圖示刺青在他的左臂上；並且將後裔樂團2008年專輯《Rise and Fall, Rage and Grace》的封面圖案刺在右臂上。
在進入WWE後詹姆斯對於來自公司老闆文斯·麥馬漢的肯定、以及選手克里斯·傑利可私下回電的鼓勵特別給予感謝，並將首次登場時所面對的布勞恩·史卓曼視為過去14年在獨立圈經歷裡；從未見識過的高大、令人畏懼的選手。

## 外部連結
- 詹姆斯·艾爾斯沃茲的X（前Twitter）
- 吉米·莫里斯在互联网电影资料库（IMDb）上的資料（英文）